# Wikariat Baião
Wikariat Baião − jeden z 22 wikariatów diecezji Porto, składający się z 20 parafii:
- Parafia św. Andrzeja w Ancede
- Parafia św. Leokadii w Baião
- Parafia św. Bartłomieja w Campelo
- Parafia św. Tomasza w Covelas
- Parafia Najświętszej Maryi Panny we Frende
- Parafia św. Jana Chrzciciela w Gestaçô
- Parafia Najświętszej Maryi Panny w Gôve
- Parafia św. Jana Chrzciciela w Grilo
- Parafia św. Marii Magdaleny w Loivos da Ribeira
- Parafia św. Paio w Loivos do Monte
- Parafia św. Jakuba w Mesquinhata
- Parafia św. Jana Chrzciciela w Ovil
- Parafia św. Antoniego w Candemil
- Parafia Świętego Krzyża w Santa Cruz do Douro
- Parafia św. Małgorzaty w Santa Marinha do Zêzere
- Parafia św. Piotra w Teixeira
- Parafia Najświętszej Maryi Panny w Teixeira
- Parafia św. Michała Archanioła w Tresouras
- Parafia św. Jakuba w Valadares
- Parafia św. Faustyna w Viariz